# Semiothisa tsaratanana
Semiothisa tsaratanana är en fjärilsart som beskrevs av Pierre E.L. Viette 1980. Semiothisa tsaratanana ingår i släktet Semiothisa och familjen mätare. Inga underarter finns listade i Catalogue of Life.